# 中部航空方面隊司令部支援飛行隊

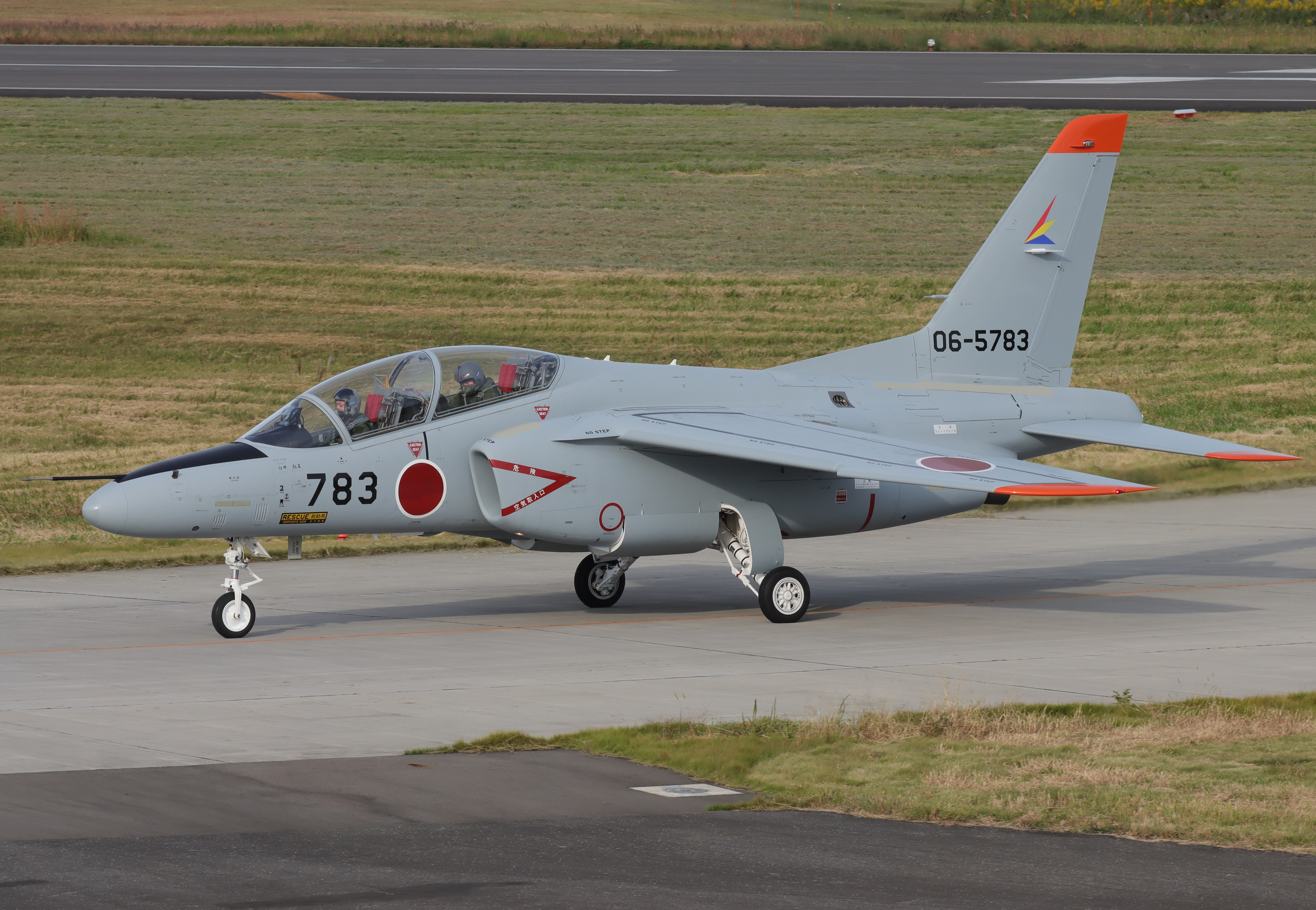
同隊が使用するT-4中等練習機
同隊が使用するU-4多用途支援機

中部航空方面隊司令部支援飛行隊（ちゅうぶこうくうほうめんたいしれいぶしえんひこうたい、Central Air Defense Force Support Flight Group）は、中部航空方面隊隷下の飛行隊である。
連絡機としてT-4及びU-4を装備、運用を行う。定数は16～18機。
後述する部隊の特性柄、入間基地を拠点とし、日本全国の基地へと飛来することがある。

## 概要
中部航空方面隊司令部支援飛行隊は、1956年(昭和31年)8月1日にF-86Fを使用する臨時航空訓練部として入間川にて新偏された。
航空集団、航空総隊司令部飛行隊と名称を変更し、2014年(平成26年)8月1日に同名称となった。
コールサインはZEUS(ゼウス)。
同部隊の機体を使用するものの、搭乗者が同隊所属とは限らない。
これは後述する部隊特性に関係する。
入間航空祭において「シルバーインパルス」を編成。
同隊所属の操縦士は、全員教官及び認定操縦士の資格を保有。

## 沿革
- 1956年(昭和31年)8月1日 - 入間川にて臨時航空訓練部として部隊編成。
- 1957年(昭和32年)8月1日 - 臨時航空訓練部解散。

- 1958年(昭和33年)8月1日 - 航空集団が航空総隊に改変されたこと伴い、航空総隊司令部飛行隊として再編。
- 1960年頃(昭和35年) - ロッキードT-33A 練習機を配備。
- 1976年頃(昭和51年) - YS-11Eが電子戦隊に配備。
- 1980年(昭和55年) - 電子戦隊EC-46D退役。
- 1980年(昭和55年) - 連絡機としてB-65を配備。
- 1982年(昭和57年)3月15日 - 同隊において、航空自衛隊所属のF-86Fが退役することにより、入間基地にて退役式を実施。
- 1986年(昭和61年)6月27日 - EC-1が電子戦隊に配備。
- 1995年頃(平成7年) - T-4中等練習機配備。
- 1997年(平成9年) - U-4多用途支援機が配備。
- 1998年(平成10年)3月25日 - 連絡機B-65退役。
- 1999年(平成11年)11月22日 - 同隊所属のT-33A練習機が入間川河川敷に墜落する事故が発生。(T-33A入間川墜落事故)

- 2000年(平成12年)6月29日 - 同隊において、航空自衛隊所属のT-33Aが退役することにより、入間基地にてセレモニーを実施。
- 2014年(平成26年)8月1日 - 航空総隊司令部飛行隊が部隊改編に伴い中部航空方面隊に編入、電子戦隊が航空戦術教導団隷下へ異動。
- 2024年(令和6年)8月1日-中部航空方面隊司令部支援飛行隊 創隊10周年。

## 主要幹部
| 官職名     | 階級    | 氏名     |
| ---------- | ------- | -------- |
| 飛行隊司令 | 1等空佐 | 井伊聡明 |
| 飛行隊長   | 2等空佐 | 安土剛生 |
| 飛行副隊長 |         |          |
| 整備幹部   |         |          |

## 部隊特性
航空幕僚監部、航空総隊勤務者、中部航空方面司令部勤務者、幹部学校勤務者、航空総隊司令部勤務者、統合司令部勤務者、支援集団勤務者でウィングマーク保持者(航空機操縦要員)は年次飛行といわれる技量維持を行わなければならない。しかし、各戦闘機基地で行うと通常訓練にも支障が発生し、的確に行うことができないため、入間基地及び周辺空域で行う。
また、他の基地にて会議等が行われるときには、本部隊所属のT-4もしくはU-4を用いて現地への移動手段とすることがある。
そのため、空将、空将補、一等空佐等、他の部隊においては飛行隊長、飛行群司令クラスが操縦することもある。

## 歴代運用機
戦闘機
- F-86F(1956年8月1日～1982年3月15日)

練習機
- T-33A(1960年頃～2000年6月29日)
- T-4(1995年頃～現在)

連絡機
- B-65(1980年頃～1998年3月25日)
- U-4(1997年頃～現在)

電子戦機(航空戦術教導団隷下へ異動)
- EC-46D(～1980年頃)
- YS-11EA(1976年頃？～2014年7月31日)
- EC-1(1981年頃～2014年7月31日)